# Monica Setta
Monica Setta (Brindisi, 5 agosto 1964) è una giornalista, scrittrice e conduttrice televisiva italiana.
Dopo aver lavorato per TMC e LA7 nei primi anni 2000, è stata legata alla Rai dal 2003 al 2013, lavorando principalmente su Rai 2, seppur abbia fatto parte del cast di Domenica in per tre edizioni. Dal 2012 al 2013 ha lavorato sui canali di Rai Ragazzi: Rai Gulp e Rai Yoyo.
Nel 2015 è stata protagonista della nascita del canale Agon Channel, poi chiuso per bassi ascolti.
Dal 2017 al 2019 è stata opinionista ricorrente dei programmi di infotainment di Canale 5 condotti da Barbara D'Urso e ha lavorato per la rete pugliese Telenorba.
Alla presentazione dei palinsesti autunnali 2019 di Rai 1 viene annunciata come nuova conduttrice di Unomattina in famiglia con Tiberio Timperi, tornando in Rai dopo 6 anni.

## Biografia
Monica è nata a Brindisi, figlia unica di un dirigente d'azienda abruzzese di Bussi sul Tirino e di una insegnante di Rieti, entrambi trasferiti in Puglia per lavoro. Frequenta il liceo classico Benedetto Marzolla e si diploma con il massimo dei voti nel 1983.
Ha le prime esperienze nel settore del giornalismo al Quotidiano di Brindisi, ma presto lascia la Puglia per iscriversi al corso di laurea in Filosofia presso l'Università di Roma "La Sapienza". In quegli anni instaura, contemporaneamente, una serie di collaborazioni con Il Popolo, Nuovi tempi e La Gazzetta del Mezzogiorno. Le interessano le questioni sindacali e comincia a collaborare con la Cisl, dove viene assunta il 1º gennaio 1986 con un contratto a tempo determinato part time all'Ufficio stampa per la durata di due anni.
Il 12 luglio 1988 si laurea in filosofia all'Università di Roma "La Sapienza" (relatore prof. Paolo Spriano) con una tesi sulla Storia dei partiti politici, Giulio Pastore fra la Cisl e la DC. La nascita di Forze nuove e la sinistra democristiana. Il prof. Spriano le chiede di fargli da assistente alla cattedra di Storia dei partiti politici per l'anno accademico 1988/1989, ma Monica declina l'invito per dedicarsi al giornalismo. Inizia quindi a collaborare con il quotidiano Avvenire e approda alla redazione romana de Il Giorno, dov'era iniziato il praticantato nell'ottobre 1987. Dal luglio 1989 è giornalista professionista, iscritta all'Ordine dei Giornalisti dell'Abruzzo.

### L'ingresso nei grandi quotidiani di Milano
Alla fine degli anni Ottanta, Monica decide di accettare un posto di praticante nella redazione economica milanese del quotidiano Il Giorno, diretto da Lino Rizzi. Ci resterà dal dicembre 1988 al gennaio 1991: si occupa di impresa, società quotate e politica monetaria. Visita l'America con l'Enimont, segue i congressi internazionali della siderurgia a Berlino, le partnership di Stet in Argentina o quelle di Alitalia ancora a New York, nel Grand Canyon e a Miami.
Nel febbraio 1992, accetta la proposta di Pierluigi Magnaschi e Angelo Maria Perrino che la chiamano a Milano Finanza/MF del gruppo Class per seguire Fiat e Fininvest. Con la qualifica di redattore ordinario nel quotidiano MF, Monica ha una rubrica patinata nell'ultima pagina del mensile Class, dove stila le pagelle della business community. Sono gli anni in cui conosce Berlusconi e Romiti, che resteranno suoi amici per sempre. È la Setta che annuncia in anteprima, con uno scoop di risonanza internazionale, l'intenzione del Cavaliere di scendere in campo, in una intervista a MF, uscita nel maggio del 1993.
Berlusconi le fa fare un colloquio a Palazzo dei Cigni per passare al Biscione come giornalista sportiva, ma lei preferisce seguire Indro Montanelli nella nuova avventura editoriale de La Voce, assunta come caposervizio economia.

### Il ritorno a Roma: stampa e televisioni nazionali
Si dimette nel febbraio del 1994 da MF, lascia Milano e torna a Roma, per fare il capo della redazione economica de La Voce. Il giornale chiude nel 1995 e da quel momento Monica inizia una rubrica sul Corriere della Sera, collaborando attivamente all'inserto settimanale Sette, diretto allora da Carlo Verdelli, l'ex direttore de la Repubblica; firma una rubrica sul CorrierEconomia. Viene assunta in RCS periodici il 1º settembre 1996 come inviato del mensile Capital, diretto da Mario Fortini, già vice di Verdelli. Fino al 1999 resta a Capital, poi passa a Il Mondo e Amica, due testate del stesso gruppo editoriale. Sul Mondo firma la rubrica "Pranzi e cene del gotha", voluta da Paolo Mieli.
Nel 2001, arriva la promozione a capo della redazione romana dell'inserto femminile iO Donna del Corriere della Sera.
L'esordio in televisione era avvenuto nel contenitore Omnibus de La 7, nel 2002, con una rubrica condotta insieme ad Antonello Piroso, prima di approdare alla conduzione del programma quotidiano pomeridiano Donne allo specchio, andato in onda per due stagioni consecutive sulla stessa emittente, con buoni risultati di share. Nel 2003 partecipa al DopoFestival di Sanremo su Rai 1, nel cast fisso, con Pippo Baudo come co-conduttrice accanto a Michelle Bonev. Sempre nel 2003, conduce in diretta dagli Internazionali d'Italia di tennis al Foro Italico Doppio misto, conquistando sul campo un ricco contratto di esclusiva con La 7, siglato dall'allora A.D. Beppe Parrello. Nel 2004 lascia Rcs per approdare alla Rusconi Hachette come inviata di Gente, diretto da Umberto Brindani. Negli stessi anni firma una rubrica di finanza su Il Messaggero. Passa da La 7 a Rai 2 diventando, prima opinionista fissa del reality La talpa poi conduttrice del programma settimanale di economia Contatto diretto, andato in onda nell'estate 2004, di domenica.
Intanto, diventa caporedattore dei mensili Psychologies, Gioia e Gente Viaggi. Nel 2010 sceglie solo Psychologies, diretto da Lucia Rappazzo, ma nel giugno 2012 le pubblicazioni vengono interrotte. Prima di tornare nel 2014 caporedattore da Roma a Gioia, collabora con l'AGI - Agenzia Giornalistica Italia e Tiscali.it, l'agenzia di Renato Soru, diretta da Giuseppe Caporale, e con Radio Adige, dove cura una rubrica politica andando a Verona una volta al mese. Precedentemente la Setta aveva collaborato per anni con Rai Radio 2 conducendo La mezzanotte e aveva avuto un contratto quinquennale con Radio 24, del Gruppo Sole 24 ore, per condurre il programma al femminile Una nessuna centomila di pirandelliana memoria. Dall'estate 2014 passa a Gioia come ex articolo 2 e dopo la confluenza della testata, diretta da Maria Elena Viola, nel brand Elle, mantenendo la stessa carica, occupandosi del web in Elle.It.
Frattanto riceve numerosi premi alla carriera, tra cui nell'ottobre 2010 il XXVII Premio Sulmona di giornalismo assegnato dal Circolo di arte e cultura "Il Quadrivio". È diventata ambasciatrice di F.I.a.B.A. di Giuseppe Trieste, essendosi occupata attivamente del tema della disabilità. Nel 2015 riceve un altro importante riconoscimento dal MOIGE per il suo programma Storie di ragazzi su Rai Gulp, considerato il migliore format Rai per la fascia d'età dagli 8 ai 16 anni.

### Proseguimento della carriera nei programmi televisivi
Nel gennaio 2005 ha condotto due puntate della seconda serata di Rai 2 dal titolo Bye Bye Baby, prima di diventare opinionista nel cast fisso di Domenica In su Rai 1 con Mara Venier. Nel 2006 ha condotto la prima rubrica dentro Domenica in, Sette per Setta, dedicata ai temi della politica e del costume. Dal 2007 e fino al 2009 ha condotto Domenica In... Politica, subito dopo L'Arena di Massimo Giletti, intervistando i protagonisti della politica in par condicio.
Nel 2009 è passata da Rai 1 a Rai 2 cooptata da Massimo Liofredi con un'esclusiva di due anni. Qui ha condotto il programma quotidiano di politica Il fatto del giorno, la seconda serata con Peccati - I sette vizi capitali (2010), quattro puntate in prime time con Solo per amore (2011) e sei puntate del contenitore estivo Seconda serata Estate (2011). Il suo successo più grande resta appunto Il fatto del giorno, quotidiano di politica per casalinghe (come lo definirono i critici), che costando appena 7 000 euro a puntata è riuscito a totalizzare, dalle ore 14 alle 14.44, 2 milioni di spettatori con il 14% di share. Arriva in prima serata già nel 2010, forte del successo del suo programma Il fatto del giorno andato in onda su rai 2 nel day time con una media del 14%, portando in scena Solo per amore. Prima serata frignata Endemol che segue il mood dell'emotainment con storie e grandi ospiti. Nel parterre Maria Grazia Cucinotta, Barbara De Rossi e Luca Ward.
Da settembre 2011 è una delle opinioniste fisse dei contenitori Mattino Cinque e Domenica Cinque in onda sulla rete ammiraglia Canale 5 e condotti dalla conduttrice Federica Panicucci. Nel giugno 2012 diventa anche autore del programma La Tv Ribelle, in onda dal lunedì al venerdì su Rai Gulp e anche di  Gulp Girl, programma-tutorial per le ragazze (condotto da Benedetta Mazza), sempre dal lunedì al venerdì su Rai Gulp, canale della direzione Rai Ragazzi. È inoltre l'autrice Rai degli speciali dello Zecchino D'Oro realizzati da Rai YoYo e Antoniano di Bologna. Ha infatti realizzato Nonni... d'Oro Zecchino in occasione della festa dei nonni, Natale con YoYo, La Festa del Papà e La Festa della Mamma, quest'ultimo, revival del programma Rai chiuso nel 2008.
Dal 2013 cura il programma Storie di ragazzi - Gulp inchiesta di cui nel nuovo ciclo è anche conduttrice e autrice. La trasmissione dedicata a raccontare gli adolescenti "normali", ossia quelli della porta accanto, va in onda ogni mercoledì alle 13.45 su Rai Gulp (canale 42 digitale terrestre). È inoltre autrice dei programmi Gulp Girl, Gulp Odeon e Gulp Cinema. Ha firmato un contratto con Giunti Editori per una collana tratta dal programma Storie di ragazzi, di cui sono usciti sei volumi.
Nel febbraio 2015 pur restando autrice di ben 4 programmi Rai passa ad Agon Channel. Qui conduce 60 puntate di Quello che le donne (non) dicono e 50 puntate di un programma del day time Mattino Chic. Due programmi ideati e scritti dalla Setta, che li conduceva con successo di share e a basso costo. Spenta la tv (2016) di Francesco Becchetti, dopo pochi mesi Monica torna a Rai Gulp, dove resta altri 2 anni firmando altri programmi come Gulp Cinema e Gulp Odeon.
Dal 18 marzo 2016 conduce in coppia con Rita dalla Chiesa Le donne lo sanno, un programma settimanale in onda su Radionorba.
Dal settembre 2017 torna a Rai 1 con due contratti annuali: è opinionista della rubrica di televisione di Unomattina in famiglia, in onda il sabato e la domenica. È riconfermata anche per la stagione 2018-2019. È inoltre opinionista di Storie italiane, in onda dal lunedì al venerdì su Rai 1. È spesso ospite di Pomeriggio Cinque e Domenica Live, condotti da Barbara D'Urso e in onda su Canale 5. Nel 2017 ha condotto la nuova edizione di Le donne lo sanno su Radionorba con Rita Dalla Chiesa e Loredana Lecciso. Sempre nel 2017 ha un contratto con Telenorba per due rubriche di economia e gossip. L'8 ottobre 2018 ha ripreso la sua collaborazione con Telenorba dove ha una rubrica fissa settimanale dedicata al gossip L'occhio indiscreto della Setta.
Tra le sue numerose collaborazioni giornalistiche, da ricordare anche quelle con il sito Affari italiani per la sezione economica, con il sito di Gioia per la sezione di costume e attualità, con la Gazzetta del Mezzogiorno per cui firma da quattro anni una rubrica il sabato e Elle Italia. Attualmente scrive con i mensili di economia Investire ed Economy (casa editrice Economy Srl) con un contratto ex art. 2.

### Unomattina in famiglia
Torna in Rai nel settembre 2019 come conduttrice della 31ª edizione di Unomattina in famiglia, insieme a Tiberio Timperi
. L'edizione 2019-2020 è da ricordare per gli ottimi ascolti e Monica Setta viene confermata anche per la stagione 2020-2021. Le prime puntate di questa nuova edizione registrano ascolti in crescita rispetto allo stesso periodo dell'anno precedente. La conduttrice viene riconfermata anche per le stagioni 2021-2022 e 2022-2023.

### Generazione Z
Il 26 marzo 2022 debutta Generazione Z. Nato come programma sperimentale, con 6 emissioni previste su Rai 2, la trasmissione scritta e condotta dalla stessa  Monica Setta che è anche capoprogetto del gruppo autorale, approfondisce i temi dei ragazzi nati tra il 1997 e il 2012. Nella prima edizione le puntate sono salite da 6 a 10 mentre alla ripresa autunnale sono state fino al 22 dicembre 2022 esattamente 12.

### Il confronto
Da un'idea del direttore di Rai Italia, Fabrizio Ferragni, nasce invece il settimanale Il confronto scritto e condotto da Monica Setta a partire dal 3 novembre 2022. Ampio spazio alla politica e alla finanza, grandi ospiti, servizi e testimonianze esclusive nel programma in onda in prima serata in tutto il mondo il giovedì e il sabato mattina su Rai 2.

### Rai Isoradio
Dal gennaio 2022 conduce "Il Sorpasso" programma quotidiano in prime time su Rai Isoradio in onda dalle 20 alle 21, dal lunedì al venerdì, commentando i fatti del giorno con leader di partito, ministri e protagonisti della business community. Il programma riparte il 9 gennaio 2023.

### Libri
Monica Setta ha scritto finora 16 libri. Tra essi, Quadrare i conti, manuale di economia per le famiglie, Il Presidente, incentrato su Mario Draghi, Italia domani, indagine sul piano nazionale di ripresa e resilienza destinato a creare occupazione per giovani e donne, con contributi di Renato Brunetta, Matteo Salvini, Elena Bonetti e della Confindustria.

### Podcast
Monica Setta è ideatrice,  autrice e voce narrante dei primi 20 podcast originali prodotti da RadioPlay Sound e RaiPlay, che insegnano a risparmiare alla famiglia Italia sulla base di storie inedite di risparmiatori.

## Televisione
- Doppio misto (Telemontecarlo, 2000)
- Omnibus (LA7, 2002)
- C'è modo e modo (LA7, 2002)
- Il cuore del potere (LA7, 2002)
- Donne allo specchio (LA7, 2003)
- Vite allo specchio (LA7, 2003-2004)
- DopoFestival (Rai 1, 2003)
- Contatto Diretto (Rai 2, 2004)
- Bye Bye Baby (Rai 2, 2005)
- Domenica in (Rai 1, 2006-2009)
- Il fatto del giorno (Rai 2, 2009-2010)
- Il più grande (italiano di tutti i tempi) (Rai 2, 2010) giurata
- Peccati - I sette vizi capitali (Rai 2, 2010)
- Solo per amore (Rai 2, 2010-2011)
- Lotto per amore (Rai 2, 2011)
- Seconda serata Estate (Rai 2, 2011)
- La tv ribelle (Rai Gulp, 2012)
- Nonni... d'Oro Zecchino (Rai Yoyo, 2012)
- Natale con Yoyo (Rai Yoyo, 2012)
- Storie di ragazzi e ragazze (Rai Gulp, 2013)
- La festa del papà (Rai Yoyo, 2013)
- La festa della mamma (Rai Yoyo, 2013)
- Quello che le donne (non) dicono (Agon Channel, 2015)
- Mattino chic (Agon Channel, 2015)
- Gulp Cinema (Rai Gulp, 2016)
- Gulp Odeon (Rai Gulp, 2016)
- L'occhio indiscreto (Telenorba, 2017-2018)
- Storie italiane (Rai 1, 2017-2019) opinionista
- Unomattina in famiglia (Rai 1, dal 2017)[14]
- Pomeriggio 5 (Canale 5, 2017-2019) opinionista
- Domenica Live (Canale 5, 2017-2019) opinionista
- Ore 14 (Rai 2, 2021-2022) ospite ricorrente
- Generazione Z (Rai 2, 2022-2025)
- Il confronto (Rai Italia, dal 2022)
- Storie di donne al bivio (Rai 2, dal 2023)
  - Storie di donne al bivio Weekend (Rai 2, dal 2024)
  - Storie di donne al bivio Prima serata (Rai 2, dal 2024)
  - Storie al bivio Show (Rai 2, dal 2025)

- Safety Love (Rai 1, 2024-2025)
- Prix Italia (Rai 1, 2024-2025)

## Radio
- Una nessuna e centomila (Radio 24)
- Monica la pensa così (Radio Adige, 2014, 2017)
- Le donne lo sanno (Radionorba, 2016-2017)
- La mezzanotte di Radio 2 (Rai Radio 2)
- Una nessuna. Centomila (Radio 24, 2018)
- Parla con lei - Storie di donne che fanno la differenza (Rai Isoradio, 2021)
- Lido Monica (Rai Isoradio, 2021)
- Il sorpasso (Rai Isoradio, 2022-2023)

## Opere
- Berlusconi sul sofà, prefazione di Indro Montanelli, Napoli, T. Pironti, 1994, ISBN 88-7937-141-X.
- Cuore di manager, Milano, Sperling & Kupfer, 2002, ISBN 88-200-3342-9.
- I poteri forti, Milano, Sperling & Kupfer, 2003, ISBN 88-200-3516-2.
- Flavia e le altre: la moglie di Prodi e le compagne della politica, Venezia, Marsilio, 2006, ISBN 88-317-8868-X.
- L'ho sposato per amore, Milano, Sperling & Kupfer, 2007, ISBN 978-88-200-4268-4.
- Senza bavaglio: la Rai di oggi fra intrighi e politica, Editori Internazionali Riuniti, 2011, ISBN 978-88-359-9097-0.
- La vita sulla tastiera, collana Storie di ragazzi, vol. 1, Firenze-Milano/Roma, Giunti/Rai Eri, 2014, ISBN 978-88-09-79544-0.
- Il sole è di tutti, collana Storie di ragazzi, vol. 2, Firenze-Milano/Roma, Giunti/Rai Eri, 2014, ISBN 978-88-09-79540-2.
- Soli tra i banchi, collana Storie di ragazzi, vol. 3, Firenze-Milano/Roma, Giunti/Rai Eri, 2014, ISBN 978-88-09-79543-3.
- Il domani è mio, collana Storie di ragazzi, vol. 4, Firenze-Milano/Roma, Giunti/Rai Eri, 2014, ISBN 978-88-09-79542-6.
- La perfezione non esiste, collana Storie di ragazzi, vol. 5, Firenze-Milano/Roma, Giunti/Rai Eri, 2014, ISBN 978-88-09-79541-9.
- Chi vuole essere me?, collana Storie di ragazzi, vol. 6, Firenze-Milano/Roma, Giunti/Rai Eri, 2014, ISBN 978-88-09-79545-7.
- Quadrare i conti: manuale di economia per le famiglie, Roma, Rai Libri, 2021, ISBN 978-88-39-71820-4.
- Il Presidente: la nuova Italia di Draghi, Milano, Piemme, 2021, ISBN 978-88-56-68308-0.
- Italia, domani. Economia, famiglia e conflitti. Il futuro (felice) spiegato ai figli, Roma, Rai Libri, 2022, ISBN 9788839718389.